# 中華民國海軍陸戰隊
中華民國海軍陸戰隊，為中華民國國軍的兩棲武裝部隊，隸屬於中華民國海軍。負責兩棲作戰、登陸作戰、反登陸作戰、奪島作戰、臺灣本島、外島、離島守備、軍事設施防衛等任務，並有海軍陸戰隊學校培養陸戰隊幹部，在戰爭時也有快速反應及戰力保存的功能。目前總兵力約10,000人，轄下編制有陸戰特勤隊專職南臺灣反劫船、反恐等任務。隊內成員多來自海軍陸戰隊志願役官、士、兵，是中華民國國軍的精銳部隊。

## 歷史

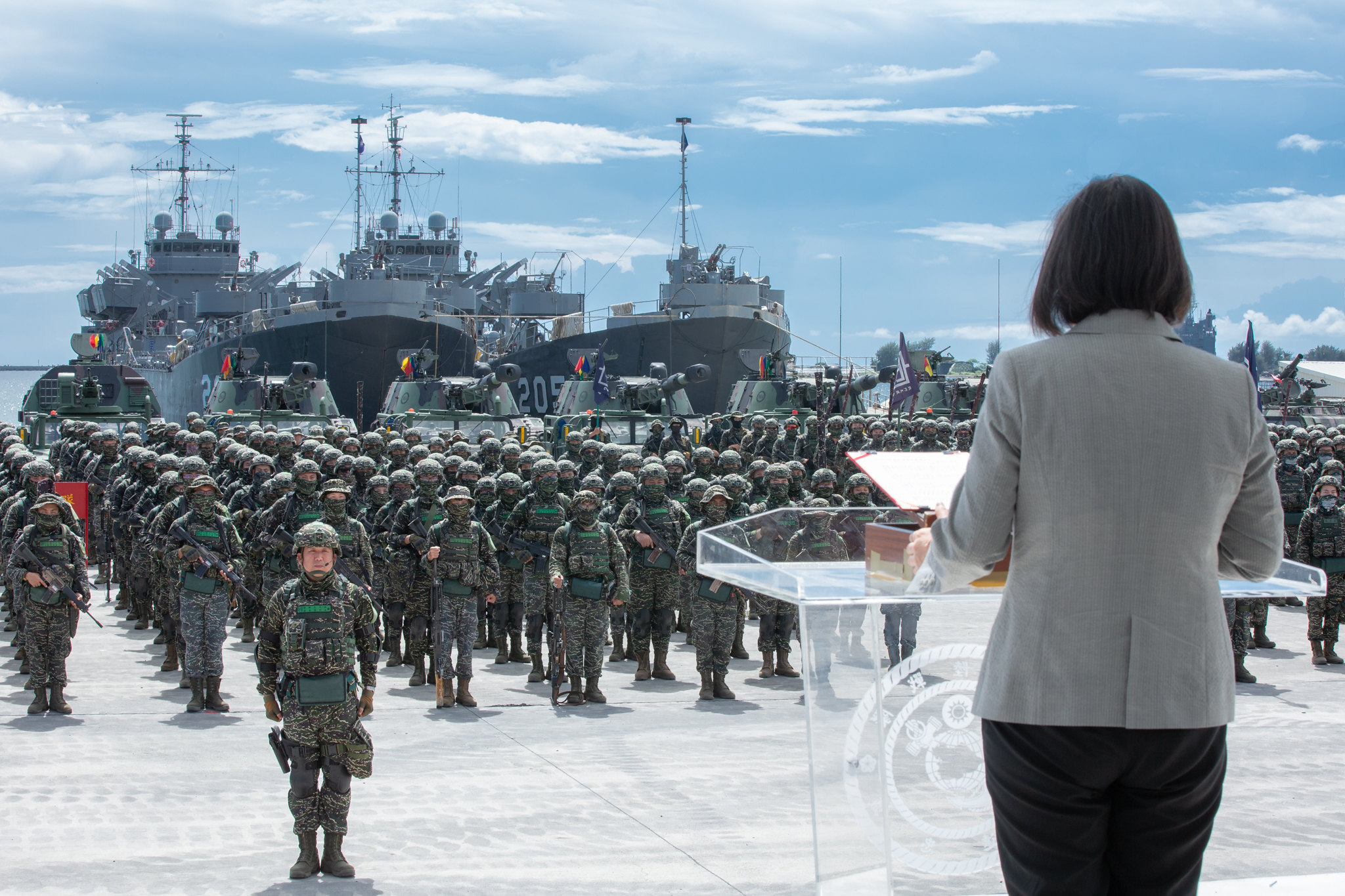
時任中華民國總統蔡英文校閱海軍陸戰隊第九九旅步兵第二營

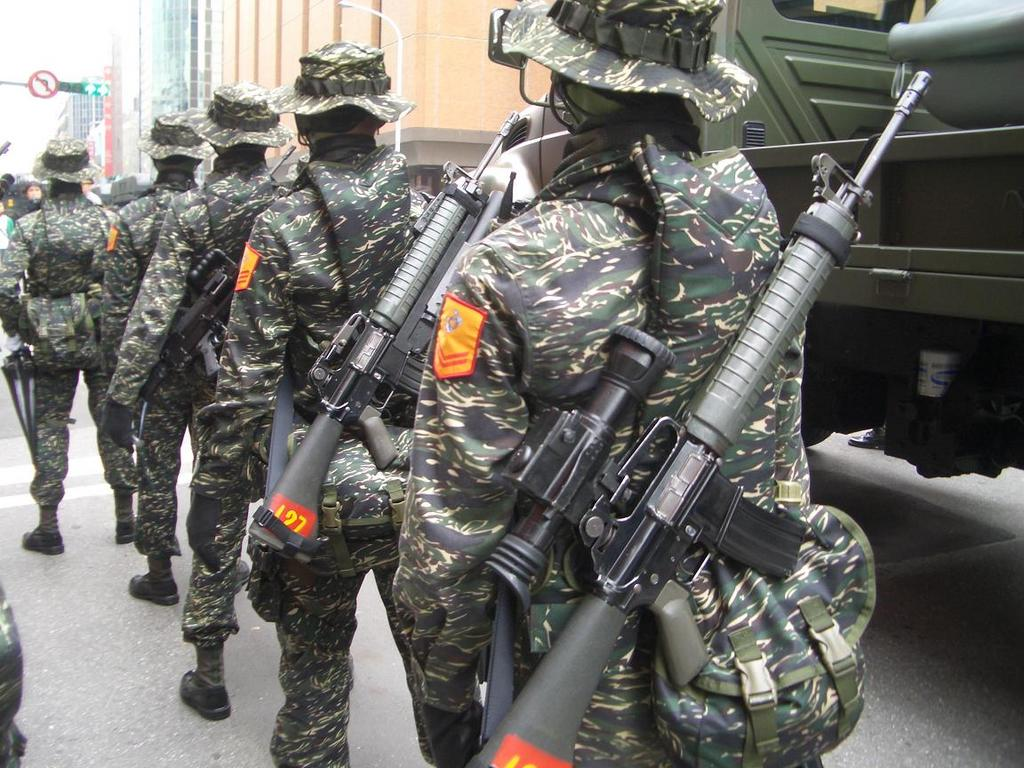
中華民國海軍陸戰隊於2007年中華民國國慶閱兵，圖中背負著裝有夜視瞄準鏡的T65K2步槍

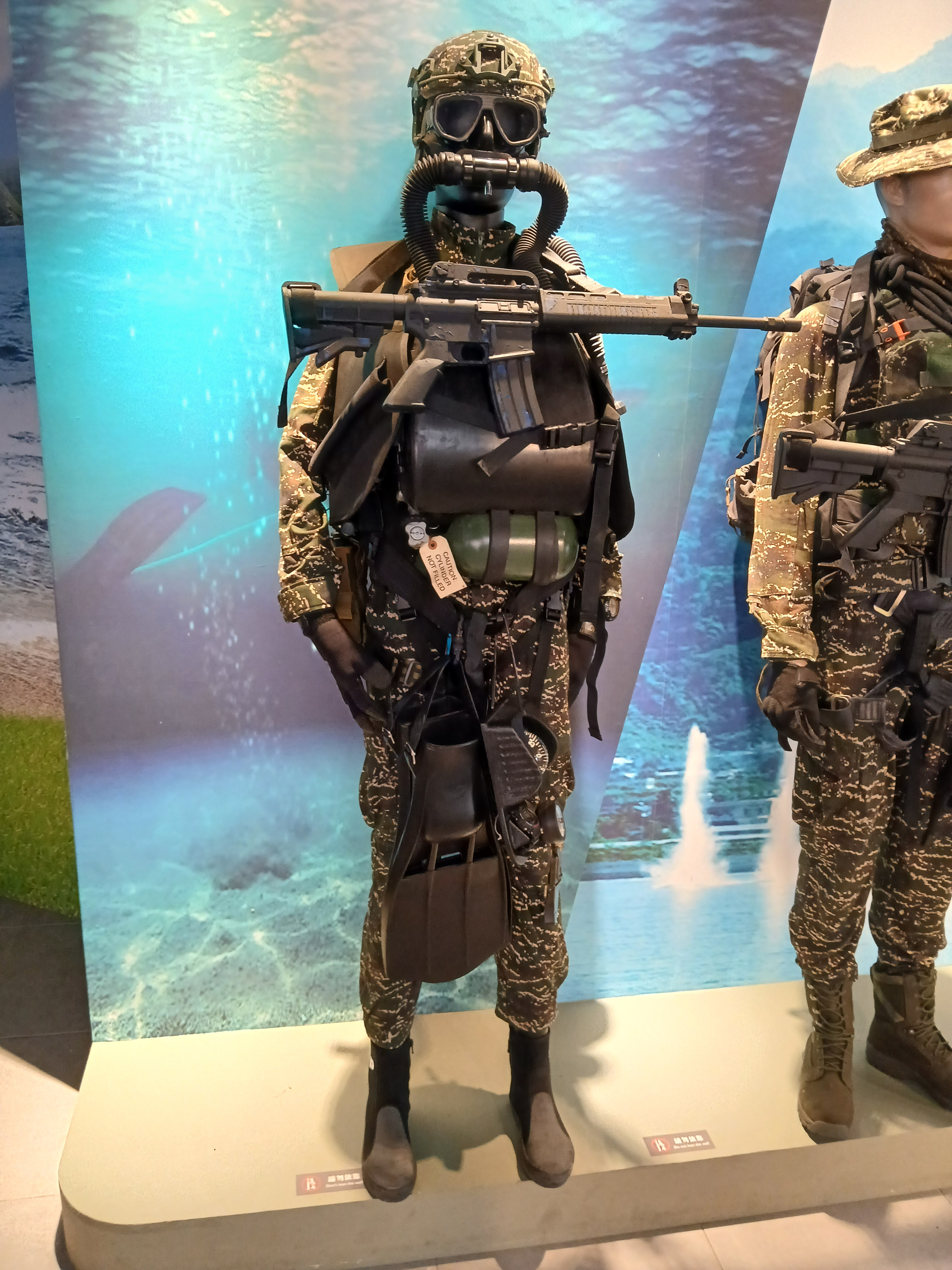
中華民國海軍陸戰隊潛水裝備

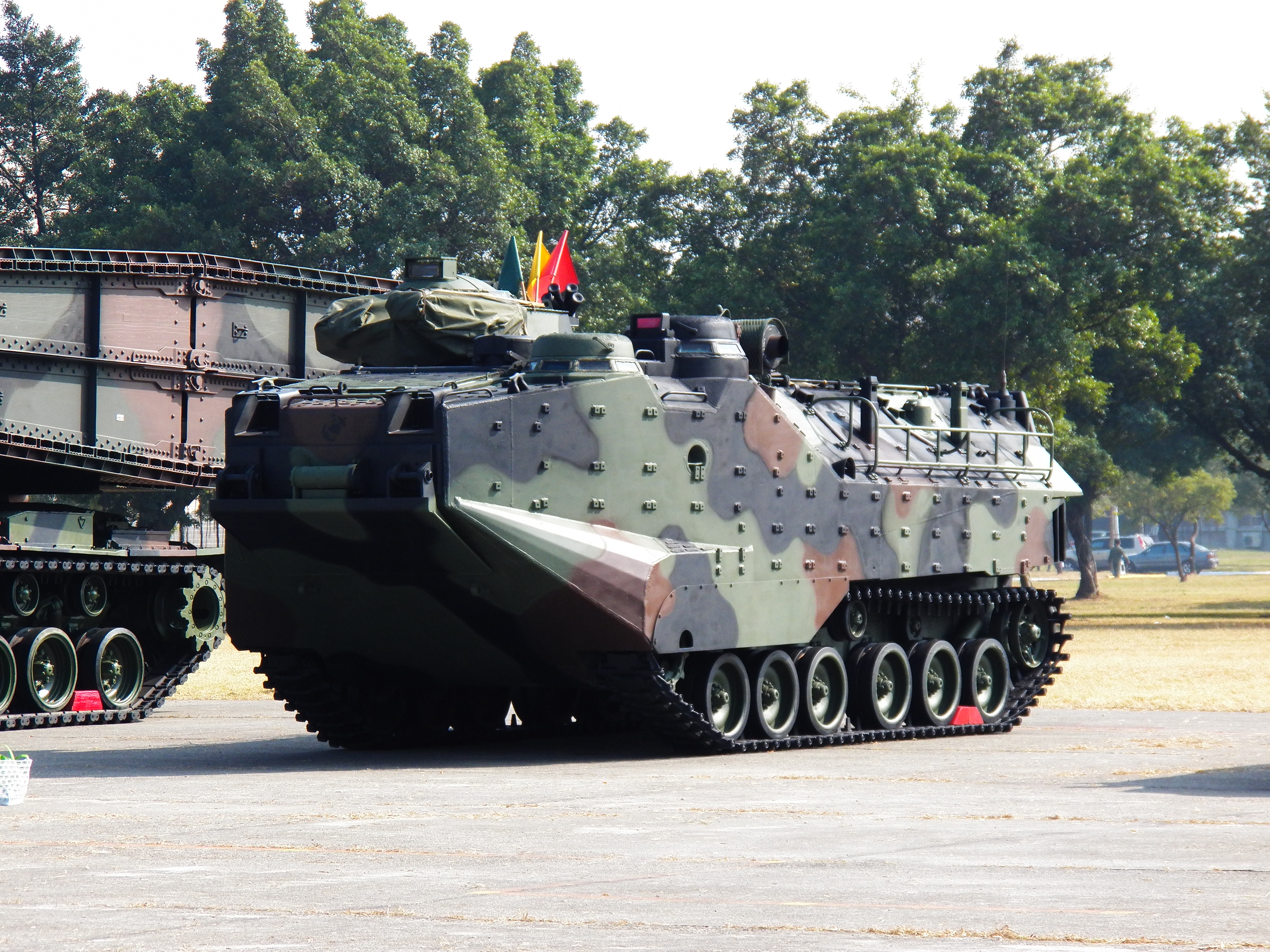
AAV-7兩棲突擊載具

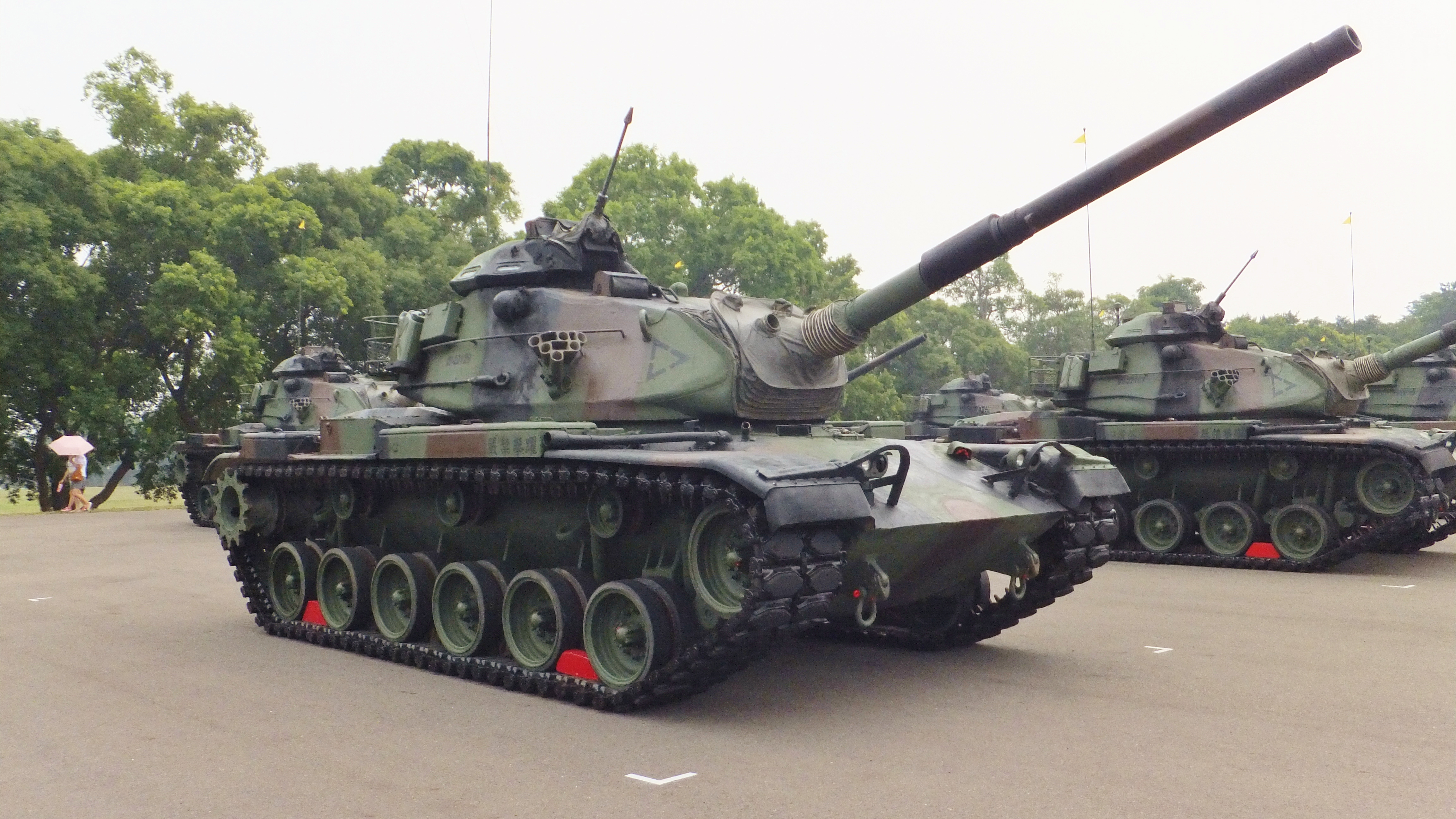
M60A3巴頓戰車

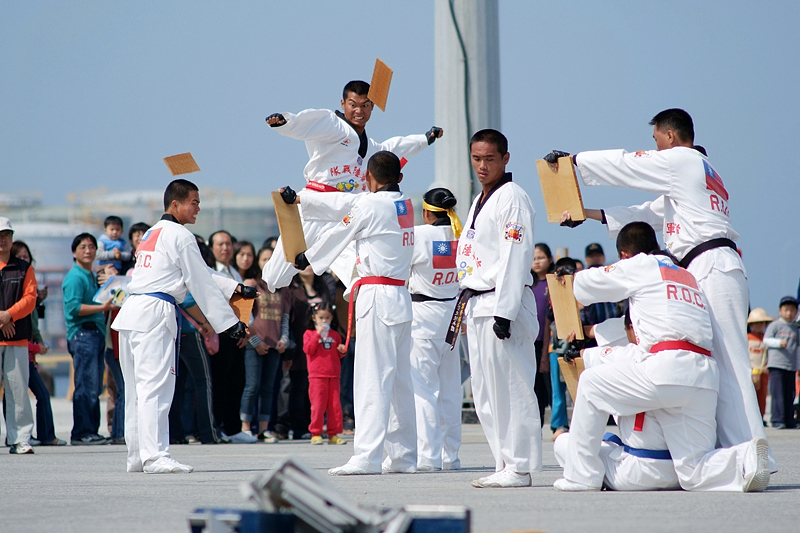
中華民國海軍陸戰隊莒拳隊，2009年敦睦艦隊表演

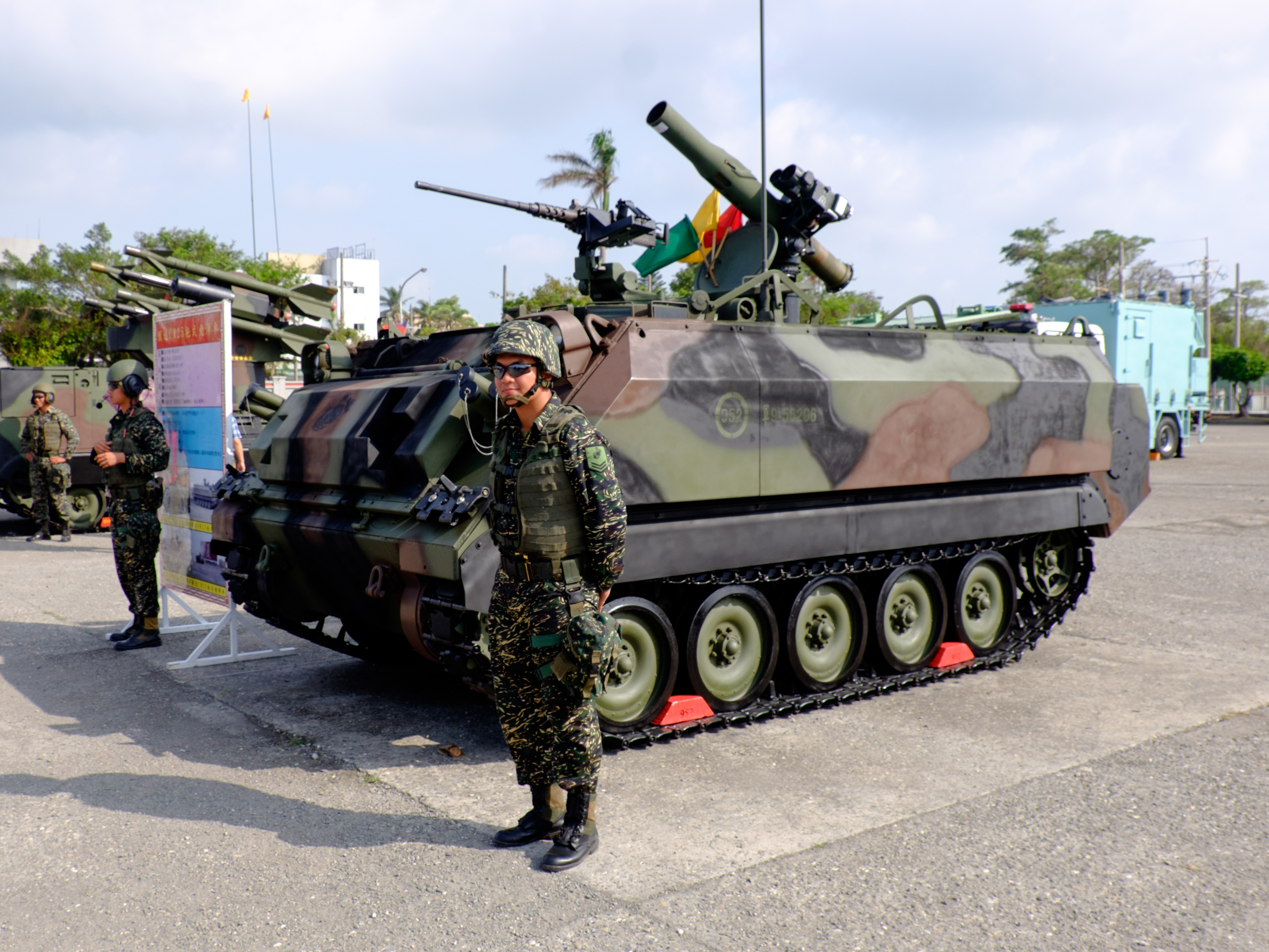
CM-25裝甲車

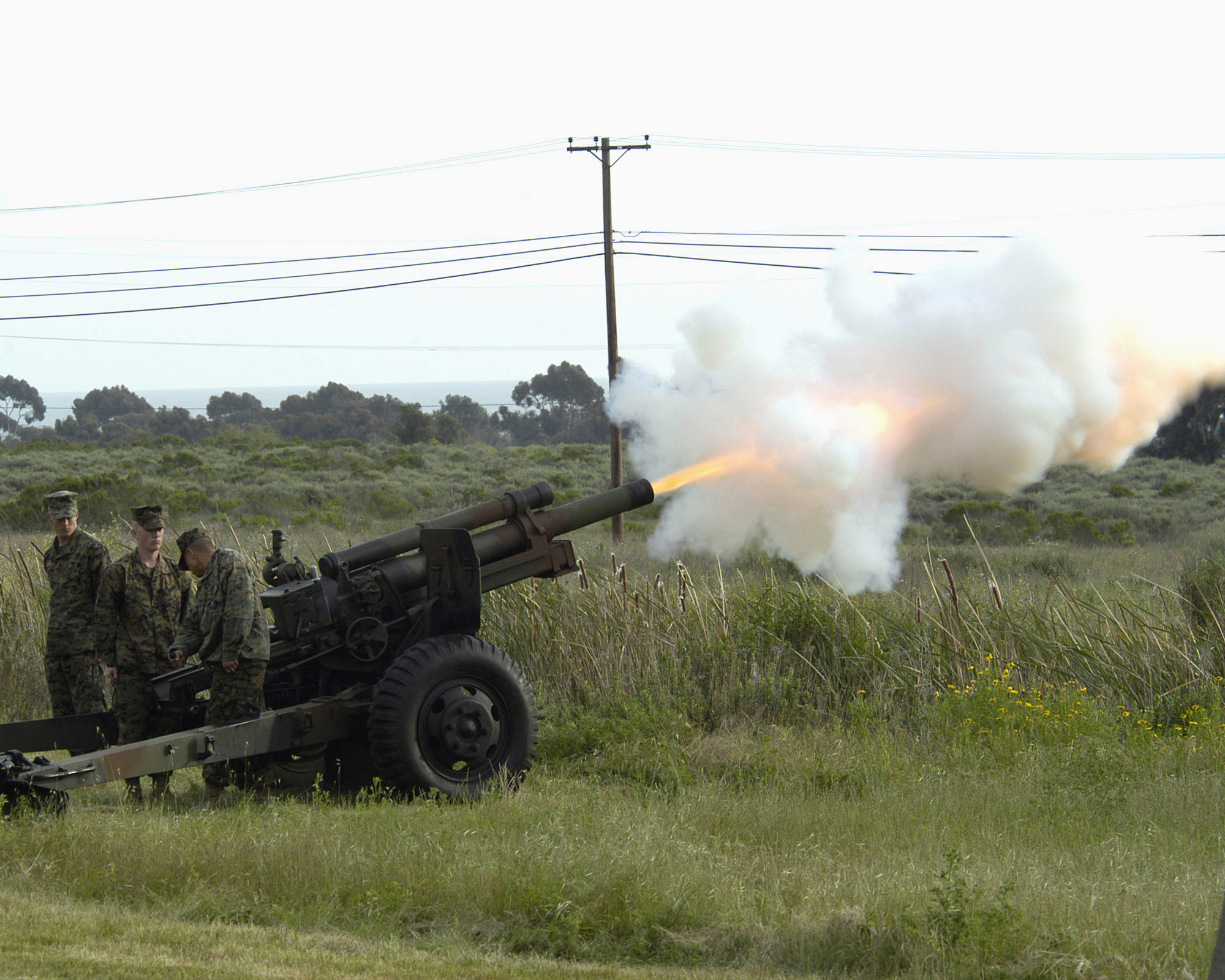
M101榴彈炮

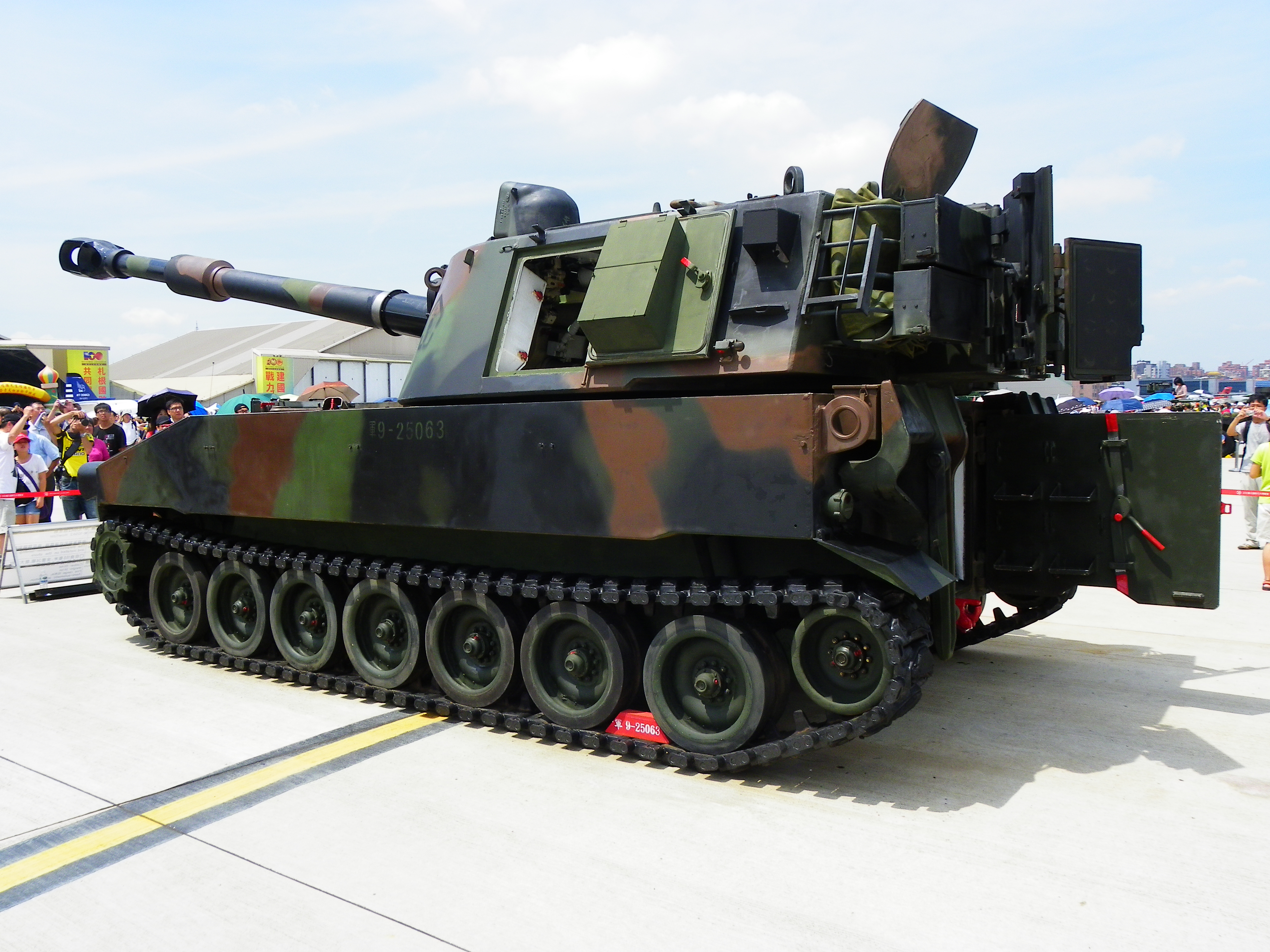
M109自走砲

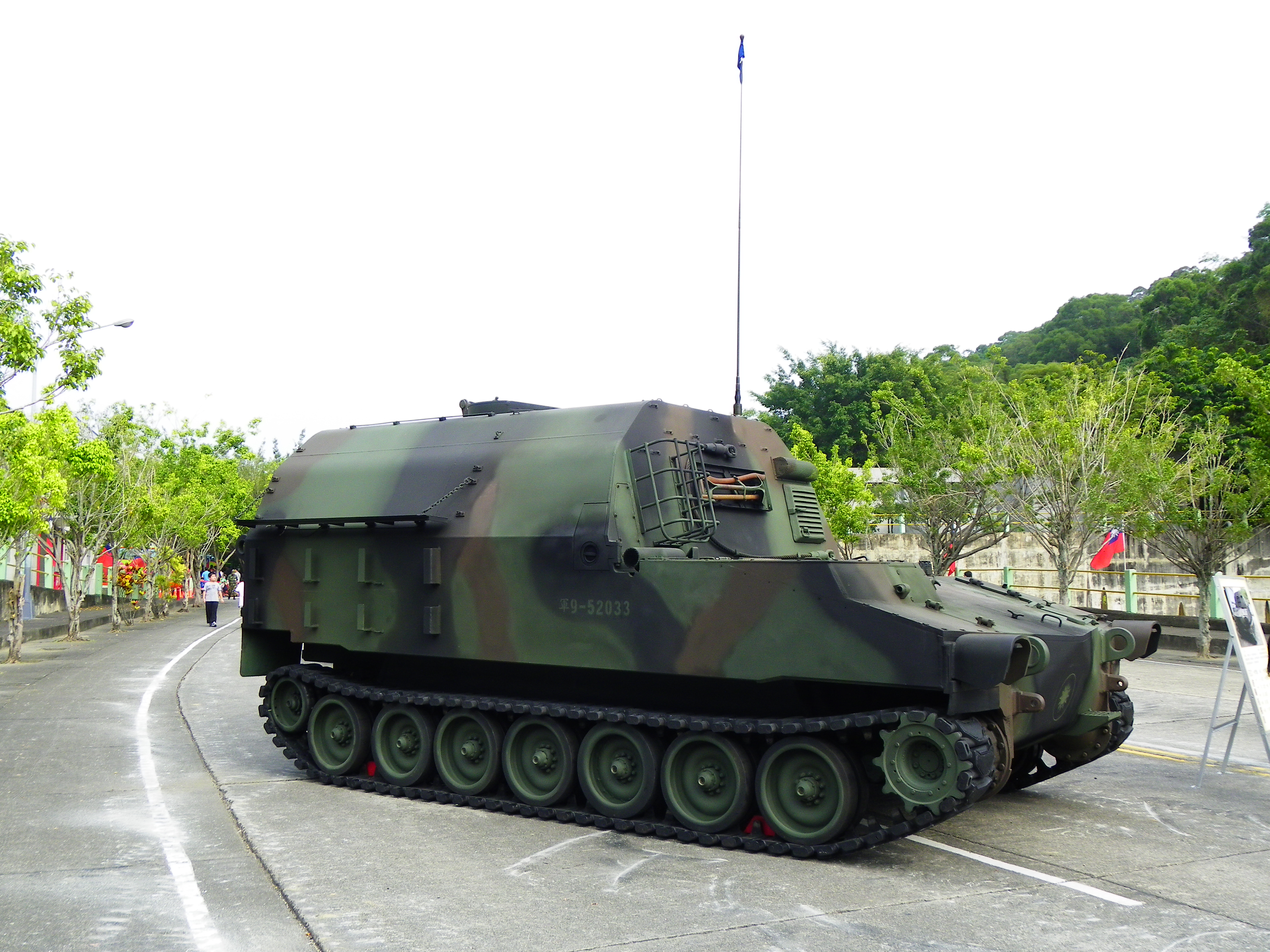
M992射擊指揮車

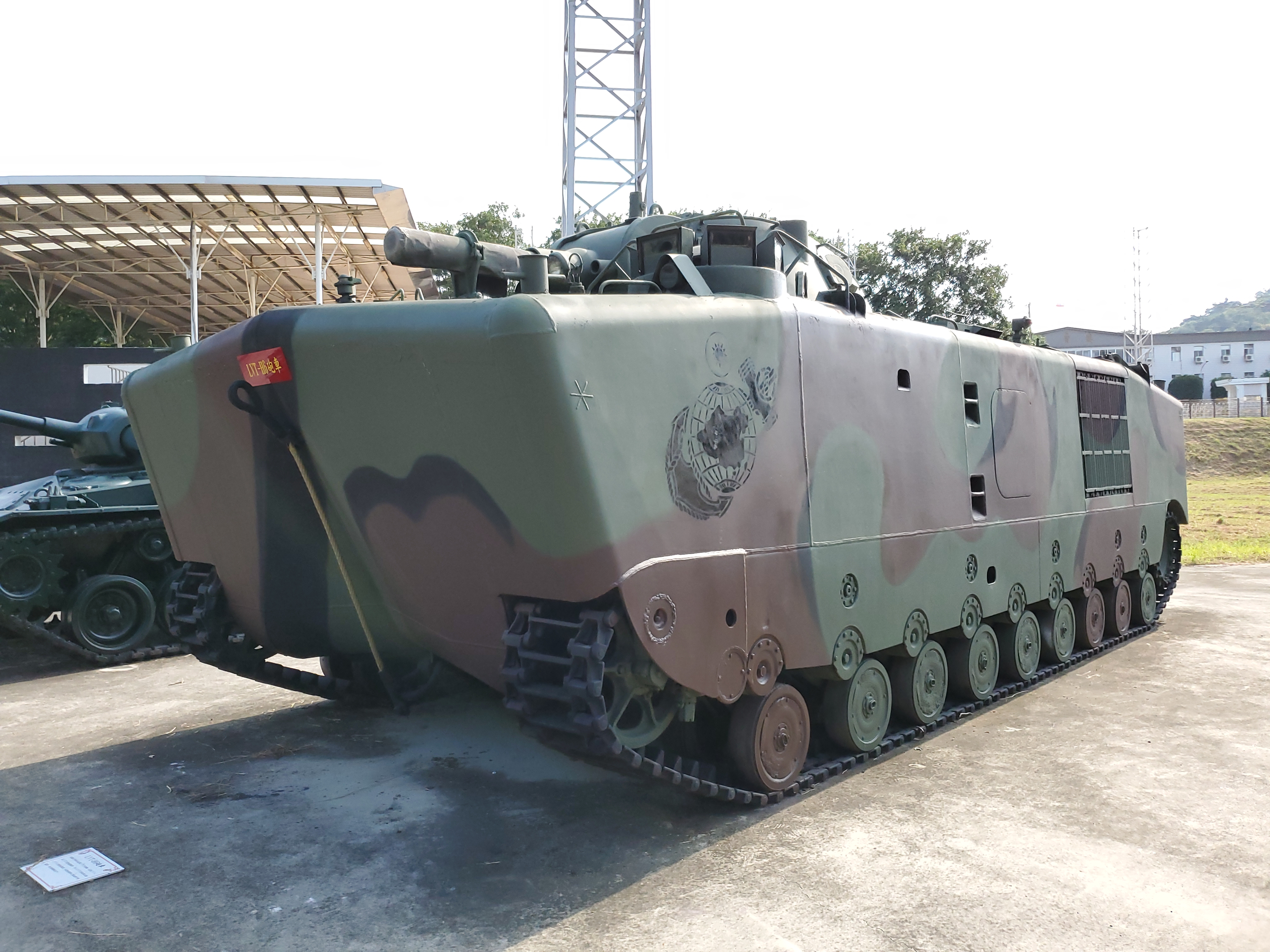
LVTH-6砲車前視圖

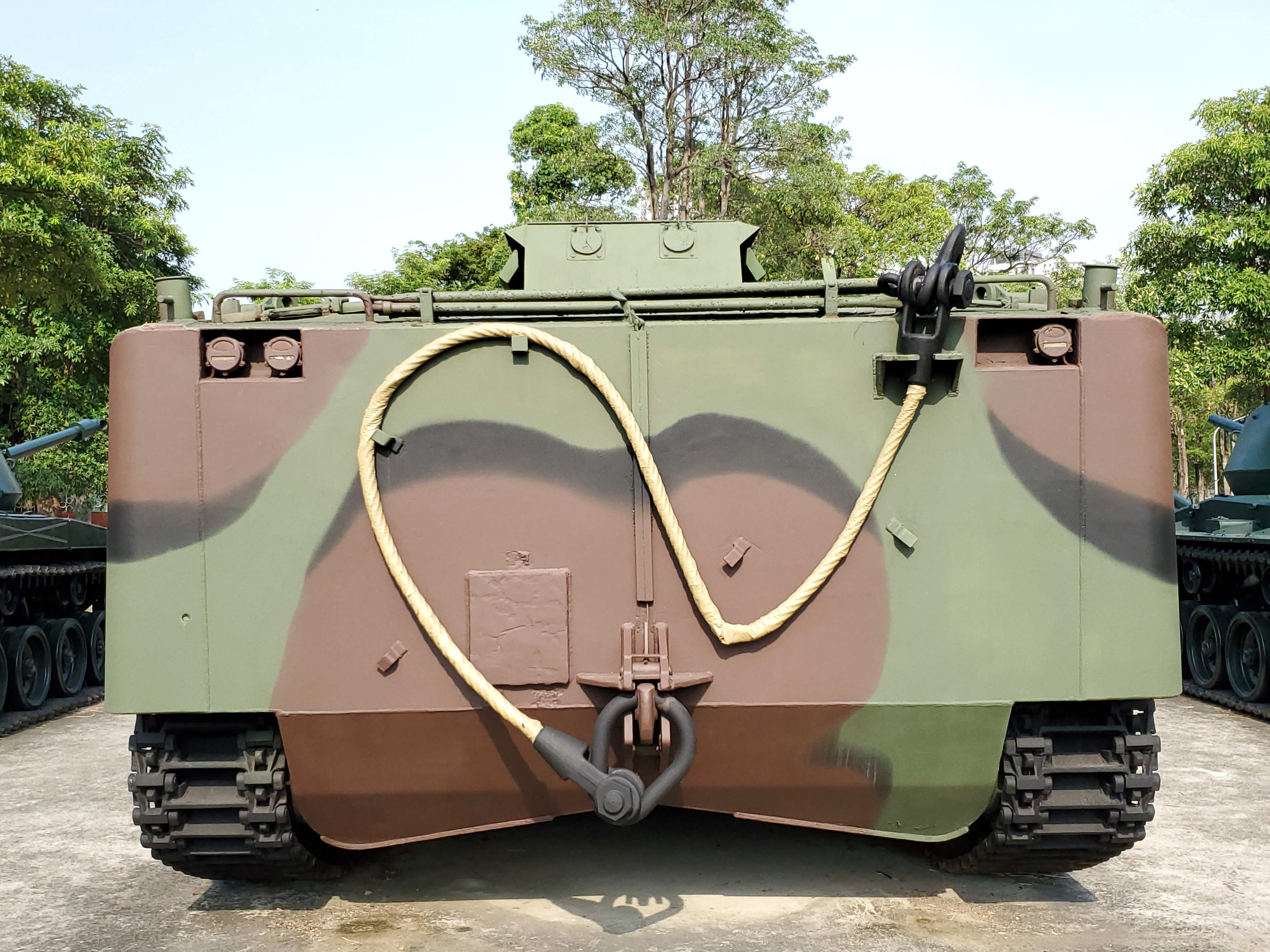
LVTH-6砲車後視圖

中華民國之前的海軍陸戰隊，可追溯至清朝末年北洋海軍的洋鎗隊。

### 北洋海軍洋鎗隊
北洋海軍創建初期，由英國人琅威理擔任副提督（又稱「總監督」、「總教席」、「總查」），實質負責全軍建制與訓練，因水師提督丁汝昌本身擅長陸戰，對海軍事務並不熟悉。
琅威理出身英國皇家海軍，因此北洋海軍各項制度與訓練體系完全仿自英國，並設有一支參照英國皇家海軍陸戰隊訓練模式而組建的洋鎗隊，專司上陸與地面作戰。
洋鎗隊唯一有文獻記載的作戰紀錄為大庄事件，發生於光緒十四年（1888年）臺灣地區。根據劉銘傳於九月初二日發自臺北府的奏摺〈攻克後山叛番並北路獲勝請獎官紳摺〉記載，北洋水師總兵丁汝昌率領艦隊（致遠、靖遠兩艘）運送軍火登陸，並攜帶快砲與洋鎗隊支援陸軍進攻，分兵從山路包抄，最終迅速擊潰當地反抗勢力。
後於甲午戰爭期間，北洋海軍在與日本艦隊交戰中覆滅，洋鎗隊亦隨之解散。
戰爭後期，丁汝昌曾另組「海軍砲兵」與敢死隊，並於威海衛地區（今威海市）對日軍發動逆襲，惟最終未能挽回戰局。

### 甲午戰後至民國成立前
甲午戰敗後，清廷開始思考重建海軍。1900年八國聯軍進犯中國，外國海軍與陸戰隊自天津登陸，清軍再次潰敗，海軍部隊違抗命令南撤，北京失守。其間東南互保政策使多數漢人地方官不再響應中央抗戰。
戰後，清廷為維持政權完整，與列強簽訂了辛丑條約，試圖透過外交妥協穩定局勢。也正是在這一年，馬漢的《海權論》傳入中國，對朝野帶來顯著衝擊，激起了對發展現代海軍的高度關注與改革呼聲。
隨著改革氛圍擴大，清廷內部開始陸續推動海軍建制的重整與恢復。1902年，海軍將領薩鎮冰首先提出「復興海軍方法四點」，開啟官方對重建海軍的系統性構想。之後幾年間，海軍事務逐漸納入正式制度架構之中。至1907年，清政府於陸軍部內設立「海軍處」，作為處理相關事務的專責單位。
1908年，陸軍部右侍郎姚錫光進一步向朝廷建言，主張應將海軍建設列為優先籌劃事項，提出「籌海軍當議」的政策方向。翌年，清廷據此成立「籌辦海軍處」，專責具體規劃與統籌海軍建設事宜。至1910年，「籌辦海軍處」再度升格為獨立的「海軍部」，成為晚清新政改革中，最具代表性的現代軍事建制之一。

在此體制下，海軍設有「海軍警衛隊」，為一支步兵與砲兵混編的警戒部隊（見《軍機處奏為試辦海軍警衛隊等由》，宣統二年二月二十九日）。警衛隊雖屬陸地作戰編制，但並不具備兩棲作戰功能，與現代意義上的陸戰隊不同。
海軍警衛隊編制包括一營步兵、一營砲兵與一支騎兵隊，初任統帶（民國後稱團長）為滿人博順，後由虞克昌接任，駐地設於煙臺東山海軍練營旁。
辛亥革命爆發時，東山警衛隊脫離清廷，轉而加入煙臺臨時軍政府。雖然該部隊後來被地方吸收而編制消失，但部分隊員未歸地方而返回北京，重新編入北洋政府所屬部隊，成為中華民國初期海軍陸戰部隊的基礎。
因此，東山警衛隊被視為中國第一支具有制度化性質的海軍地面作戰單位，雖非正式稱為「陸戰隊」，但其性質與功能已具雛形，直至民國時期才有以「陸戰隊」為名的專屬軍種正式成立。

### 第一支「海軍陸戰隊」
1911年10月10日，武昌新軍起事攻打湖廣總督府；11日清晨，按照革命黨的「革命方略」，宣布中華民國成立（見中華民國軍政府鄂軍都督府）；11月2日，上海海軍被留日返國學生王時澤說動加入革命，後為南京臨時政府的北伐艦隊之一部。
王時澤將其中的海軍砲兵與革命黨人並華僑青年、潮州敢死隊等臨時組成了二百餘人的海軍陸戰隊，他自任隊長。此一海軍陸戰隊加入滬軍都督府，編為海軍處下。

### 由「海軍警衛隊」至「海軍陸戰隊」
- 1912年4月，北洋政府海軍部下設警衛隊，初期編制為2個區隊（共8個排兵力），林鎔禧任管帶。第一區隊隊長為范銘升，第二區隊隊長為宋槐清。
- 1913年2月，擴充為2個連，第一連連長為邱官平，第二連連長為游兆麟。
- 1914年2月，海軍部裁撤警衛隊，改設陸戰隊營，下轄四個連，編制582人，營長為林鎔禧，駐北京。
- 1918年2月，第一營增加一個機槍連；7月，擴編新兵4個連，成立第二營，派駐上海高昌廟海軍總司令部、海軍江南造船所、馬尾造船所，擔負警衛任務，此時總兵力為二營8連，並每營各一機槍連。

### 國民政府的中華民國海軍陸戰隊
1926年7月，國民革命軍發表北伐宣言，後節節勝利，閩系海軍決心倒戈。11月，駐閩海軍第一艦隊率先加入國民革命軍。12月，國民革命軍設海軍陸戰隊司令部，下轄2個團。第一團團長為金振中，第二團團長為邱振武。
國民革命軍海軍陸戰隊步兵第一旅
- 1927年8月，由第一混成旅步兵第三團擴編。
- 1927年11月，改編為混成旅，下轄3個團，旅長為林忠。
- 1929年編遣，改為第一獨立旅。

國民革命軍海軍陸戰隊步兵第二旅
- 1927年8月，由步兵獨立團擴編。
- 1927年11月，擴編為混成旅，下轄2個團，旅長為林壽國。
- 1929年編遣，改為第二獨立旅。

國民革命軍海軍陸戰隊步兵補充團
- 補充第一團：1928年改編自閩廈警備司令部衛隊。
- 補充第二團：1928年收編自各縣鹽務緝私隊，1929年11月編遣後歸中華民國財政部。
- 第三補充團：1928年2月成立。
- 第四補充團：1928年2月成立。
- 砲兵營：1928年2月成立。

海軍陸戰隊第一獨立旅
- 1929年定編。
- 1933年10月，海軍廈門要港護砲台教導總隊併入，改編為補充營。
- 1934年1月，第三團裁編，併入一、二團，12月4日，與第一獨立旅互換番號。
- 1936年，恢復第三團編制。
- 1938年4月，裁撤補充營。
- 1945年6月，裁編，併入陸軍。

海軍陸戰隊第二獨立旅
- 1929年定編。
- 1936年，裁軍法處。
- 1938年8月8日，設海軍陸戰隊新兵訓練所。
- 1945年6月，裁編，併入陸軍。（第四團1946年裁編）

海軍警備隊
1945年8月成立於上海，下轄9個連，隊長葉寶琦，後併入陸戰隊。

### 對日抗戰勝利前的各地海軍陸戰隊
民國北洋政府和國民政府時期，各地軍閥勢力割據，中國海軍為陸軍附庸，海軍陸戰隊反而比海軍活躍；而此時期在中國大陸，亦有其他大大小小勢力的海軍陸戰隊。

#### 閩系海軍陸戰隊
自北洋水師以來，一直到對日抗戰勝利，閩系海軍一直都是主導中國海軍的力量，閩系的陸戰隊也曾參加多場戰事。直到最後閩系海軍叛變投共，又稱「中央海軍」，英式海軍訓練。
中央海軍精銳率艦叛變投共後，成為之後成立的中国人民解放军海军主力；此後由陸軍重建的國民政府海軍已與中央海軍無涉，故稱「新海軍」（桂永清作〈海軍軍歌〉即有「新海軍」一詞）。
閩系北洋水師戰敗，將領凋零，清廷無人可用之時崛起；然自八國聯軍後，中國海軍對中央便已叛服無常。
除了因中國自清末以來長期陷入分裂、政權並無統一，各系海軍隨勢望風而倒、易主帶艦投靠如喝水吃飯以外，另一部分原因是海軍各系間彼此不服、甚至偶有衝突。因此閩系雖名屬中央海軍，但不聽從蔣介石指揮，最後釀至閩系叛變投共。
海軍陸戰隊統帶部
1922年10月，海軍部命時任海軍第二艦隊司令部副官的楊砥中為陸戰隊統帶，率駐北京的陸戰第一營與駐上海的2個連，會同至福建。11月，成立馬尾警備司令部，統一指揮駐閩艦隊與陸戰隊，並於長門魚雷營設陸戰隊統帶部。1922年—1923年，楊增編了陸戰隊1步兵營，砲兵、工兵、機槍、迫擊砲各一個連，分駐馬尾、長門炮臺。林忠為第一營營長，馬坤貞為第二營營長，林志棠為獨立營營長，逐步擴大地盤。
海軍陸戰隊混成旅
1923年5月，統帶部擴編為海軍陸戰隊第一混成旅，楊砥中任旅長，下轄2個團，林忠為第一團團長，馬坤貞為第二團團長，林志棠為獨立團團長，砲兵連擴充為砲兵營，此時佔據地盤增加了福清、連江、長樂、平潭等。7月，於長門砲臺設海軍陸戰隊講武學校，楊砥中任校長。
1924年，混成旅改3團制，加編特別步兵團，轄機槍營一、迫擊砲營一、手槍營一，砲兵營改三連制—野砲連一、山砲連二。3月，將陸軍駐福州第一獨立團改編為海軍陸戰隊第一混成旅步兵獨立團，分駐莆田、仙游等地。
1925年4月，楊砥中因貪贓枉法，又在閩期間藉口清鄉逼民種植鴉片收捐，儼然一土皇帝，民怨積深，被海軍總長下令緝拿歸案。楊逃命時拒捕被擊斃，旅長由林忠接任。其後，海軍陸戰隊第一混成旅縮編為陸戰大隊，下轄2支隊，一支隊長為林忠，二支隊長為林壽國，大隊長由時任海軍總司令楊樹莊兼任。
1926年，陸戰大隊復編為混成旅，後加入國民革命軍。

#### 電雷系海軍陸戰隊
蔣中正總統在陸軍下另設的小海軍，用意自然是與閩系抗禮。

#### 青島海軍陸戰隊
隸屬於第三艦隊。
- 1928年設立。
- 1931年，增設補充大隊，大隊長為尹祚乾。
- 1933年7月，增2大隊。
- 1935年，升大隊為營。
- 1936年2月，設陸戰支隊司令部，司令為張赫炎。
- 1937年，與海軍陸戰隊教導總隊合併。
- 1939年，改編為特種兵總隊。

#### 東北海軍陸戰隊
曾是中國海軍最強的一系，1929年與蘇聯紅軍爆發三江口之役，陸戰隊奮戰五小時後全滅。後因滿州國成立，軍艦被日本人奪走，全滅。
江防艦隊陸戰隊
見王崇文條。江防艦隊下亦設一陸戰隊，隊長為林志瀚（1917年7月15日就任），隨艦隊投靠奉系，江防艦隊後改編入東北海軍。
渤海艦隊陸戰隊
由艦隊司令溫樹德兼任隊長。溫原為護法運動海軍艦隊司令，後背叛孫中山，加入直系；吳佩孚失勢後，溫轉投奉系，但因下屬兵變被免職。渤海艦隊後改編入東北海軍。

#### 廣東海軍陸戰隊
屬於地方軍閥培養的海軍，以陸軍為主的地方海軍自然也有陸戰隊，粵系最後降服，加入了蔣的國民政府海軍，而不是閩系的軍政部中央海軍，隸屬於第四艦隊。1932年，設第一集團軍海軍陸戰隊，下轄1個團，司令蔡廷楷兼團長。粵系海軍陸戰隊最後在日本進攻廣東時全滅。

### 整編時期
在閩系叛變投共後，蔣下令重建陸戰隊，由桂永清主導並大舉清洗閩系，連帶使得許多無辜官兵被捕入海軍陸戰集訓隊，如吳淞口陸戰集訓隊，馬公孔子廟陸戰隊，陸二師（後降為旅）集訓隊，以進行思想改造，造成不少冤假錯案，但也避免共產黨分化海軍陸戰隊力量。

### 重建時期
重建的中華民國海軍陸戰隊，完全受美國軍援資助與訓練影響，屬美式軍隊，今存於臺灣。
- 1947年9月16日，第二次國共內戰激烈化，9月16日重建海軍陸戰隊大隊於福建馬尾，下轄6個中隊；海軍總司令部亦直屬六個陸戰營，分駐上海復興島、臺灣高雄左營、福建廈門、福建馬尾、南京、黃埔、崇明島、城隍島。
- 1948年，與海軍警衛團併編為海軍陸戰隊第1、2、3團。
- 1949年1月24日，海軍陸戰隊司令部於上海復興島成立；3月19日，海軍陸戰隊第一師整編成軍，首任師長楊厚綵少將，同年移駐定海負責舟山地區及海南島之防衛；繼隨中華民國政府播遷至臺灣，於高雄左營集中整編訓練。
- 1949年4月27日，海軍陸戰隊第二師整編成軍，首任師長周雨寰少將（時任）。10月29日，中華民國國防部公佈《國軍作戰大綱》，依據大綱指導，將兩個陸戰師縮編為一個司令部與兩個旅，同時裁撤海軍登陸艦隊司令部。
- 1949年8月海軍陸戰二團（團長何相宸上校）及長山縣保安團，共計約1,500人，及“美宏”、“中權”兩艘登陸艦和8艘中小艦艇，增派的“太和”、“太昭”號護衛艦，據守渤海海峽的長山島，構築了以峰山和西山為核心陣地的嚴密火力防禦體系。解放軍華東軍區命令華野第24軍第72師（師長康林）、24軍軍屬炮兵團山炮營、華野特縱榴炮第13團，山東軍區警備第四旅、警備第五旅及北海軍分區地方部隊，總兵力超過3萬人，在山東軍區第一副司令員許世友指揮下，渡海登陸進攻長山列島。8月11日晚18時發起進攻。至次日10時，南長山島、北長山島、大黑山島、小黑山島、大竹山島、小竹山島和廟島等長山列島南部的7個主要島嶼全部攻克。長山列島北部的南隍城島、北隍城島、大欽島、小欽島和砣磯島等5個主要島嶼的陸戰隊守軍餘部於8月20日登艦撤往舟山。[1]
- 1950年－1952年9月，先後增編運輸車第1、2營與海軍陸戰隊學校（直屬海軍總部，受海軍陸戰隊指揮）。
- 1950年5月，隨著解放軍攻占海南島，海軍陸戰隊駐守西沙群島永興島的部隊撤臺。在永興島與太平島駐軍始於1946年，各設海軍電台一座，派海軍陸戰隊一個排編制59人駐守，人員每年輪換一次，薪金按三倍支領，島所需各類物資每半年補給一次。[2]

#### 來台任務確立與部隊擴編 (1952-1960年代初期)
1952年2月，時任中華民國參謀總長周至柔上將核定了海軍陸戰隊的四大核心任務：登陸作戰、海軍基地警衛勤務、兩棲作戰研究發展，以及參謀總部特別賦與特定任務。這為陸戰隊的未來發展奠定了基礎。
隔年，陸戰隊於1953年6月接編了從越南富國島返回的「富臺部隊」（又稱「富召部隊」）。同年8月，海軍陸戰隊航空部隊（即空觀中隊）正式成立，提升了部隊的空中支援能力。1953年7月16日，海軍陸戰隊第一旅所屬一大隊及砲兵、戰車中隊與中華民國陸軍部隊，一同進攻東山島，參與了著名的東山島戰役。
進入1955年，海軍陸戰隊第二旅與陸軍第四十五師併編為**海軍陸戰隊陸戰第一師**。此外，部隊還增設了作戰勤務團及新兵訓練營。同年11月，陸軍780搜索團撥編至陸戰隊，計有五個營、21個連的兵力單位。
海軍陸戰隊在1957年進行了多項教育與專業化改革：4月，成立了海軍陸戰隊士官學校（任務編組），並設立陸戰學校指參班；5月，設立陸戰隊兵科；6月，成立了海軍艦隊陸戰隊司令部；並於12月1日創設了陸戰隊官科（於1958年生效）。1958年7月，成立了預備兵營，為後備力量的儲備做準備。1959年，士官學校於4月由任務編制改為正式編制；12月，新兵訓練營擴編為新兵訓練中心。1960年12月，「預備兵營」進一步擴編為「後備軍人訓練中心」。

#### 組織調整與專業單位成立 (1960年代中期-1970年代)
在1960年代中期，海軍陸戰隊持續進行組織擴充與專業化。1962年3月，成立了警衛第一營，並於1965年2月成立警衛第二營。1966年9月，海軍陸戰隊第一旅與陸軍第八十一師併編為**海軍陸戰隊陸戰第二師**，進一步強化了師級編制。
1967年，海軍陸戰隊成立了登陸戰車指揮部，顯示對兩棲登陸作戰核心能力的重視。然而，1968年9月，海軍艦隊陸戰隊司令部被裁撤，另成立了恆春訓練基地指揮部，此後陸戰隊的訓練重心有所調整。1969年3月，登陸戰車指揮部更名為登陸戰車團。1971年6月，陸戰隊檢診所擴編為陸戰隊醫院，同時也成立了憲兵連。1974年4月，恆春訓練基地指揮部進一步擴編為三軍聯訓基地指揮部，提升了跨軍種聯合作戰訓練的層級。1975年，戰勤團基地工廠擴編為陸戰隊專用裝備綜合基地工廠，強化了裝備維修與支援能力。

#### 精實與轉型 (1970年代末期-1990年代中期)
1979年3月，新兵訓練中心與三軍聯訓基地指揮部併編為**海軍陸戰隊陸戰第七十七師，這是一次重要的組織整併。1981年，成立了海軍陸戰隊特種勤務隊與兩個陸戰師的反裝甲連，提升了特種作戰與反裝甲能力。1983年5月，由戰勤團保養營與保養排併編為工兵戰車保養連**，優化了裝備保養單位。
然而，1984年7月，海軍陸戰隊陸戰第七十七師被裁撤，恢復了三軍聯訓基地指揮部及新兵訓練中心的原有編制。同年，陸戰師的105砲營三連與155砲營也被裁減為戰時編制，顯示了兵力結構的調整。1985年4月，空觀隊遭到裁撤。10月，陸軍船舶營駁車連撥編至陸戰隊，定名為兩棲駁運車連第1、2連，強化了兩棲運輸能力。
1986年，海軍陸戰隊進行了教育與後勤方面的調整：1月，海軍陸戰隊學校及海軍陸戰隊士官學校合併；7月，海軍陸戰隊醫院改編為醫務所；9月，由兩個陸戰師的岸勤營併編為戰勤團岸勤99營，並成立了兩個陸戰師的化學兵連。1987年9月，空軍防砲209營第四連及空軍防砲第二一一營第二連改隸海軍陸戰隊，編入兩個師的砲兵團，進一步整合了防空火力。
1988年7月，豫劇隊奉令編實，成為部隊中的文化單位；9月，**海軍陸戰隊政治作戰連**編成。最後，在1995年12月，豫劇隊奉命改隸中華民國教育部，標誌著陸戰隊組織調整的又一階段。

#### 定編時期
- 1997年7月，執行「精實案」，本隊精實為司令部15個處、組，轄陸戰旅、守備旅、基地警衛旅、烏坵指揮部、新兵訓練指揮部、兩棲偵搜大隊、登陸戰車大隊、補保大隊、工岸大隊、通信電子大隊、綜合保修工廠、隊部營等13個單位，管制海軍陸戰隊學校、三軍聯訓基地兩個單位。
- 2004年4月，執行「精進案」第一階段，新兵訓練指揮部移編國防部後備司令部，補保大隊彈藥中隊移編聯合後勤司令部。
- 2005年1月，海軍三軍聯合作戰訓練基地指揮部移編本隊，海軍水中爆破大隊移編兩棲偵搜大隊，海軍灘岸勤中隊、裝備中隊移編工岸大隊。4月1日陸戰旅、守備旅銜稱更名為陸戰66旅、陸戰99旅。7月1日基地警衛旅銜稱更名為陸戰77旅，工岸大隊銜稱更名為灘岸勤務大隊、通信電子大隊銜稱更名為通資電大隊。
- 2006年3月，海軍陸戰隊司令部銜稱更名為海軍陸戰隊指揮部[3]。
- 2011年1月1日，陸戰軍樂隊裁撤[4][5]。
- 2013年11月2日，根據精粹案，陸戰77旅裁撤，改編為防空警衛群（Air Defense Group）[6][註 1]。

## 組織
海軍陸戰隊指揮部設一席中將和六席少將共七位將官編制，和海軍艦隊指揮部為同一位階。
- 指揮官 中將一位
副指揮官 少將一位
參謀長 少將一位
副參謀長 上校二位
政戰主任 少將一位
政戰副主任 上校一位
指揮部士官督導長 一等士官長一位
  - 隊部營（2013年11月1日裁併編至戰鬥支援大隊）
    - 隊部連
    - 警衛連
    - 儀隊連（陸戰儀隊，仿自美國海軍陸戰隊無聲操槍排）
    - 射訓隊
    - 軍樂隊
    - 輜汽連
    - 衛生連

  - 海軍陸戰隊兩棲偵搜大隊（大隊長 上校一位） 
    - 特勤中隊 [7]
    - 爆破中隊（詳見：海軍水中爆破大隊 ）
    - 偵搜第一中隊
    - 偵搜第二中隊
    - 支援中隊

  - 海軍陸戰隊登陸戰車大隊，駐地：火牛營區（大隊長 上校一位）
    - 支援第一中隊
    - 運輸車第一中隊
    - 運輸車第二中隊
    - 運輸車第三中隊
    - 砲車第一中隊

  - 海軍陸戰隊戰鬥支援大隊（大隊長 上校一位；由補保大隊、灘岸勤務大隊、通資電大隊和海軍陸戰隊隊部營合併整編成立，區分8個中隊）
    - 大隊部
    - 通資中隊
    - 通電中隊
    - 灘勤中隊
    - 岸勤中隊
    - 衛勤中隊
    - 補保中隊
    - 運輸中隊
    - 支援中隊（由海軍陸戰隊隊部營併編而成）

  - 海軍陸戰隊陸戰六六旅（駐臺灣桃園市龜山區）——「先鋒部隊」（旅長 少將一位）
  - 海軍陸戰隊陸戰九九旅（駐臺灣高雄市林園區）——「鐵軍部隊」（旅長 少將一位）
  - 海軍陸戰隊防空警衛群（駐臺灣高雄市左營區）——「鐵衛部隊」（指揮官 上校一位）
  - 海軍陸戰隊烏坵守備大隊（駐福建省金門縣烏坵鄉）（大隊長 上校一位）
  - 三軍聯合作戰訓練基地指揮部（駐臺灣省屏東縣車城鄉）（指揮官 少將一位）

### 海軍陸戰隊內將官編制
| 席位               | 指揮官      |
| ------------------ | ----------- |
| 海軍陸戰隊指揮官   | 樊傳聲 中將 |
| 海軍陸戰隊副指揮官 | 張明德 少將 |
| 海軍陸戰隊參謀長   | 吳志孝 少將 |
| 海軍陸戰隊政戰主任 | 洪聖輝 少將 |
| 陸戰六六旅長       | 魏孝智 少將 |
| 陸戰九九旅長       | 林家宏 少將 |
| 三軍聯訓基地指揮官 | 李春政 少將 |

## 標誌與佩章

### 隊徽
- 國徽：象徵在三民主義精神號召下，擁護政府國策，達成復國建國使命。
- 海錨：象徵海軍陸戰隊編制上為海軍之一支，並意指該隊穩固團結、屹立不搖，如船之錨碇一般。
- 地球與疆域：象徵戰力投射，地球主體為海洋，海洋即有海軍，陸戰隊以守護中華民國國土為主。秋海棠葉地圖沿用原中華民國公告疆域，並以海權為重。

### 隊旗

海軍陸戰隊隊旗[8]
二級上將旗
中將旗
少將旗
上校旗

### 帽徽與帽飾
海軍陸戰隊軍官大盤帽帽徽（士官大盤帽的嘉禾則為銀色，士兵大盤帽的帽徽為金邊橢圓形無嘉禾）

海軍陸戰隊一等士官長、中校以上高級軍官之帽飾

### 中華民國海軍陸戰隊階級章

#### 軍官
| 北约代碼 | OF-10             | OF-9                   | OF-9                       | OF-8                     | OF-7                | OF-5          | OF-4                     | OF-3        | OF-2          | OF-1                   | OF-1                    |
| -------- | ----------------- | ---------------------- | -------------------------- | ------------------------ | ------------------- | ------------- | ------------------------ | ----------- | ------------- | ---------------------- | ----------------------- |
| 階級標示 | 已廢止            | 目前 承平時期 不再任命 |                            |                          |                     |               |                          |             |               |                        |                         |
| 軍階     | 特級上將 （五星） | 一級上將 （四星）      | 二級上將 （三星）(General) | 中將(Lieutenant General) | 少將(Major General) | 上校(Colonel) | 中校(Lieutenant Colonel) | 少校(Major) | 上尉(Captain) | 中尉(First Lieutenant) | 少尉(Second Lieutenant) |

#### 士官與士兵
| 北约代碼 | OR-9                                    | OR-8                                     | OR-7                                    | OR-6                 | OR-5           | OR-4           | OR-3                       | OR-2                        | OR-1            |
| -------- | --------------------------------------- | ---------------------------------------- | --------------------------------------- | -------------------- | -------------- | -------------- | -------------------------- | --------------------------- | --------------- |
| 階級標示 |                                         |                                          |                                         |                      |                |                |                            |                             |                 |
| 軍階     | 一等士官長(First class master sergeant) | 二等士官長(Second class master sergeant) | 三等士官長(Third class master sergeant) | 上士(Staff sergeant) | 中士(Sergeant) | 下士(Corporal) | 上等兵(Private specialist) | 一等兵(Private first class) | 二等兵(Private) |

- 參謀本部組織法第四條規定，參謀總長降編為三星二級上將，二名副參謀總長為中將，但四星上將官階仍然保留（陸海空軍軍官士官任官條例第二條仍維持「一級上將」），如遇重大功績或戰事爆發可由總統任命晉升（第七條一項三款）。國軍承平時期最後一任四星一級上將為已故參謀總長沈一鳴空軍一級上將。

## 裝備

### 輕兵器

#### 手槍
| 武器名稱           | 產地     | 備註 |
| ------------------ | -------- | ---- |
| M1911A1/T51K1手槍  | 中華民國 | -    |
| T75/K3手槍         | 中華民國 | -    |
| SIG P226 Mk 25手槍 | 德国     | -    |

#### 步槍
| 武器名稱                | 產地     | 備註                 |
| ----------------------- | -------- | -------------------- |
| 57式步槍                | 中華民國 | -                    |
| T65K2突擊步槍           | 中華民國 | -                    |
| T86戰鬥步槍             | 中華民國 | 水中爆破中隊試驗用槍 |
| T91戰鬥步槍             | 中華民國 | -                    |
| M4A1突擊步槍            | 美国     | -                    |
| Mk14 EBR 增強型戰鬥步槍 | 美国     | -                    |

#### 散彈槍
| 武器名稱              | 產地 | 備註 |
| --------------------- | ---- | ---- |
| 雷明登870泵動式散彈槍 | 美国 | -    |

#### 衝鋒槍

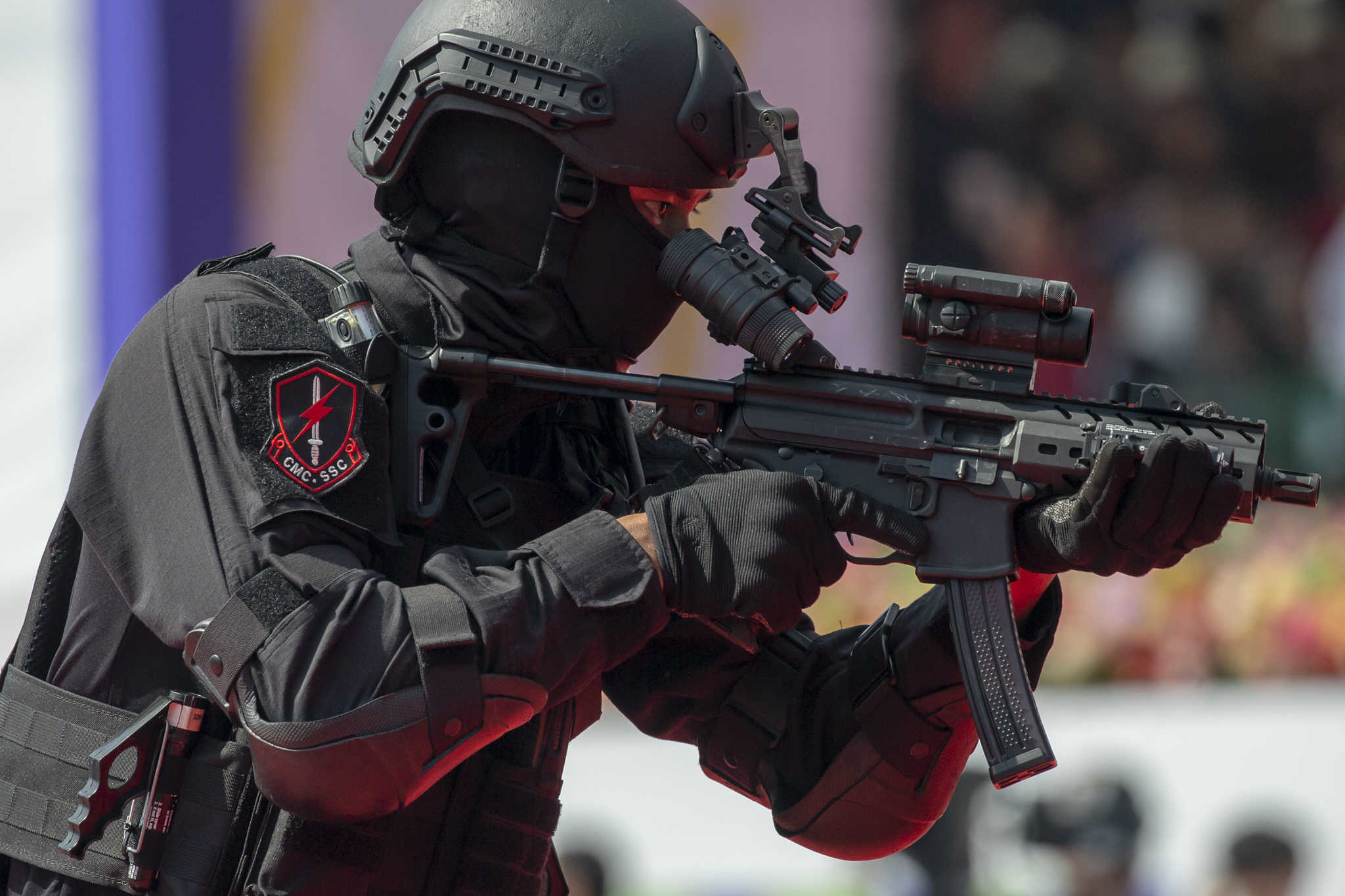
中華民國海軍陸戰隊特勤隊成員裝備的SIG MPX衝鋒槍

| 武器名稱      | 產地 | 備註 |
| ------------- | ---- | ---- |
| MP5A5衝鋒槍   | 德国 | -    |
| SIG MPX衝鋒槍 | 美国 | -    |

#### 狙擊步槍
| 武器名称      | 產地     | 備註 |
| ------------- | -------- | ---- |
| M82A1狙擊步槍 | 美国     | -    |
| T93狙擊步槍   | 中華民國 | -    |
| T108狙擊步槍  | 中華民國 | -    |

#### 榴弹發射器
| 武器名稱      | 產地     | 備註 |
| ------------- | -------- | ---- |
| T85榴彈發射器 | 中華民國 | -    |

#### 手榴彈
| 武器名称   | 產地 | 備註 |
| ---------- | ---- | ---- |
| Mk 2手榴彈 | 美国 | -    |
| M67手榴彈  | 美国 | -    |

#### 機槍
| 武器名稱         | 產地     | 備註                 |
| ---------------- | -------- | -------------------- |
| T75班用機槍      | 中華民國 | -                    |
| M249班用自動武器 | 美国     | -                    |
| T74排用機槍      | 中華民國 | -                    |
| M240通用機槍     | 美国     | -                    |
| 白朗寧M2重機槍   | 美国     | -                    |
| M85重機槍        | 美国     | M60A3TTS戰車車長機槍 |

#### 步兵炮
| 武器名稱          | 產地     | 備註 |
| ----------------- | -------- | ---- |
| 63式120毫米迫擊砲 | 中華民國 | -    |
| T-75 60毫米迫擊砲 | 中華民國 | -    |
| T-75 81毫米迫擊砲 | 中華民國 | -    |

#### 反坦克火箭筒／單兵反戰車飛彈
| 武器名稱                   | 產地     | 備註 |
| -------------------------- | -------- | ---- |
| 國造一式六十六公厘戰防火箭 | 中華民國 | -    |
| 紅隼反裝甲火箭             | 中華民國 | -    |
| 肩射多用途攻擊武器         | 美国     | -    |
| BGM-71拖式飛彈             | 美国     | -    |
| FGM-148標槍飛彈            | 美国     | -    |

#### 野戰防空飛彈
| 武器名稱       | 產地 | 備註 |
| -------------- | ---- | ---- |
| FIM-92刺針飛彈 | 美国 | -    |

### 車輛
M60A3TTS戰車、CM-21裝甲車、CM-22/23裝甲迫砲車、CM-24彈藥運輸車、CM-27高速牽引車、CM-25拖式飛彈裝甲車、CM-26裝甲指揮車、LVTH-6砲車、AAV-7兩棲突擊載具（包含 AAVP-7A1、AAVC-7A1、AAVR-7A1）、M88裝甲救濟車、M998悍馬車、中型戰術輪車、2,500加侖油罐車

### 快艇
M96特戰突擊艇、M109特戰突擊艇

### 火炮
M101榴彈砲、63甲式105毫米榴彈砲、M114榴彈砲、T-65榴彈砲、M109A2/A5 155毫米自走砲、T-75 20毫米機砲、63式120毫米迫擊砲、T-75 60毫米迫擊砲、T-75 81毫米迫擊砲、Mk 19自動榴彈發射器、近程自動化防禦武器系統

### 火箭筒
國造一式六十六公厘戰防火箭、紅隼反裝甲火箭、肩射多用途攻擊武器

### 無人機

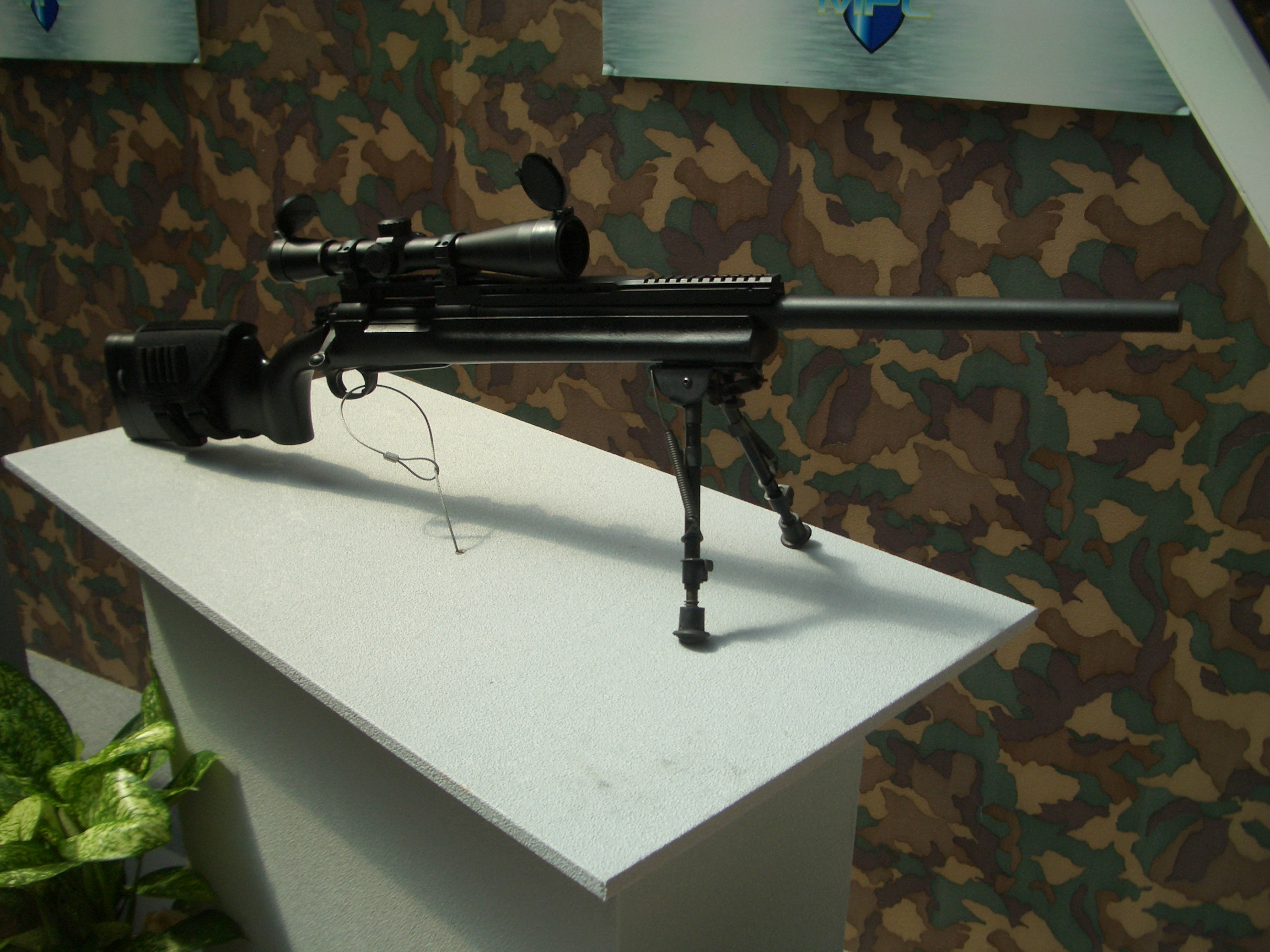
T93狙擊步槍

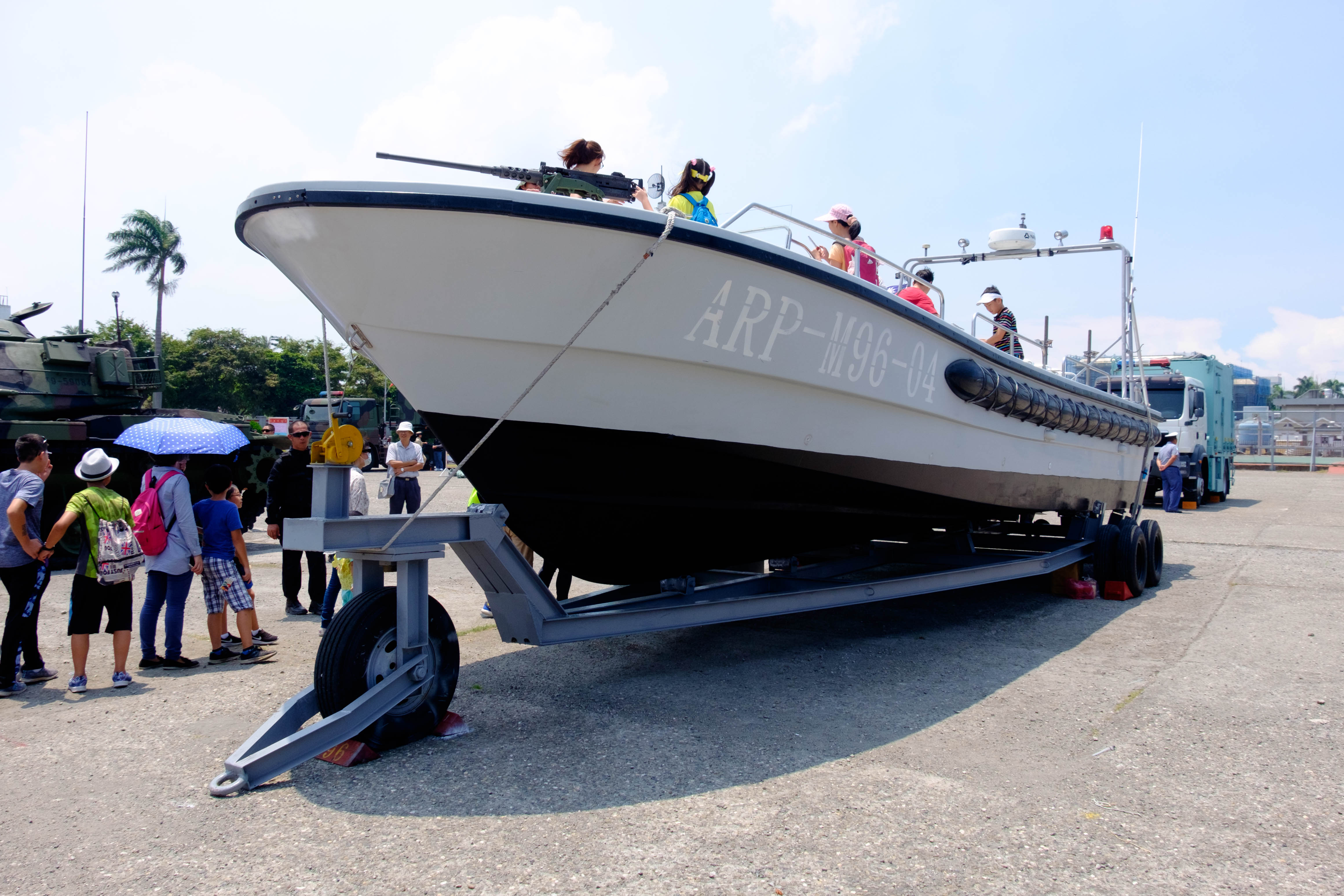
M96特戰突擊艇

紅雀二型無人機

## 戰史
- 萬山群島戰役
- 清洲島登陸戰
- 南山保衛戰
- 南日島戰役
- 東山島戰役
- 金門外海戰役（鴻運計畫）
- 舟山群島戰役
- 長山八島戰役
- 馬尾羅星塔閩安一帶地區戰役

## 榮譽

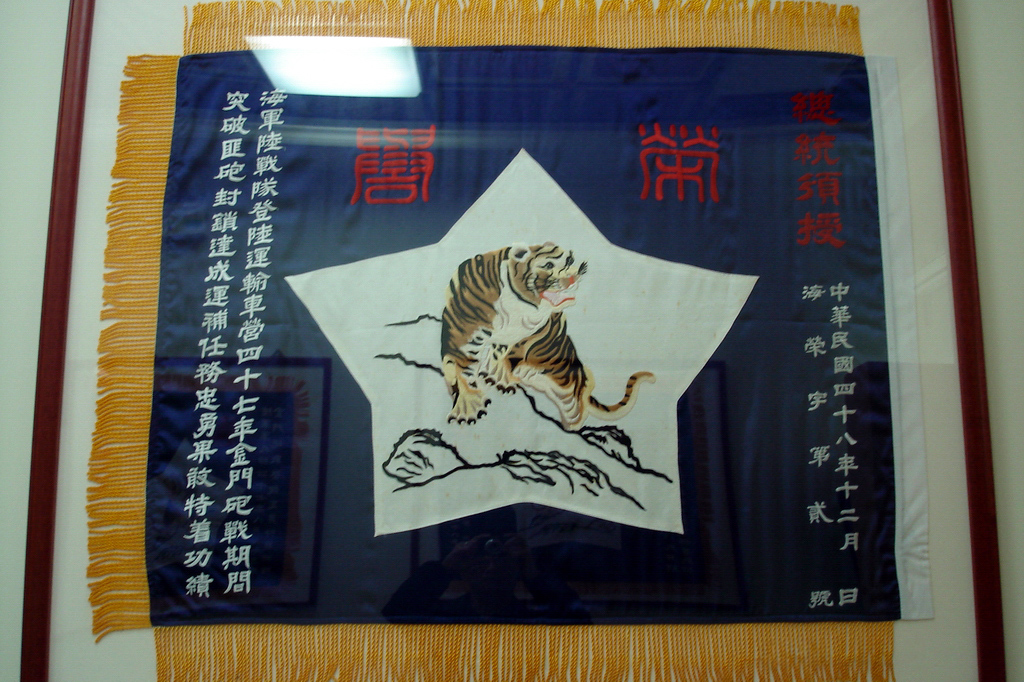
海軍陸戰隊獲授之虎旗

1959年，國防部參謀總長彭孟緝上將代表總統蔣中正頒發虎旗乙面（海榮第零零貳號）予海軍陸戰隊登陸戰車營，表彰其於八二三炮戰間擔任運補任務有大功，由陳步墀中校（圖左一，現已過世）受領。

在金門八二三砲戰期間，陸戰隊員勇猛慓悍的英勇表現，獲頒授榮譽虎旗，成為三軍部隊的表率。

## 海軍陸戰隊精神
- 隊訓—「永遠忠誠」其意義是訓勉每位陸戰隊員要發自內心忠於中華民國、忠於海軍陸戰隊、忠於自己的職責，做一位堂堂正正的中華民國海軍陸戰隊員。

- 「永遠忠誠」隊訓是本隊第四任司令羅友倫中將於民國46年4月1日任內所訂定，譯自美國海軍陸戰隊的座右铭「永遠忠誠」(Semper Fidelis)。

- 三不怕精神—「不怕苦、不怕難、不怕死」意在培養陸戰隊員服從負責的團隊精神與誓死達成任務的堅定意志，亦為本隊第四任司令羅友倫中將所創訂。

- 精神標竿—「一日陸戰隊、終身陸戰隊」，「一日陸戰隊、終身陸戰隊」光榮傳統精神標竿，深深烙印在陸戰隊員心田，同甘苦、共患難的革命情感，讓卸下軍裝回歸社會的陸戰隊員，仍以身為海軍陸戰隊的一員為榮。

- 海軍陸戰隊兩棲偵搜大隊專長班訓練為期十週，在這十週當中不僅要接受長跑、長泳、頂艇行軍、夜間操舟、沙灘競技、偽裝滲透等種種專業課目的嚴格訓練和淘汰，還要通過挑戰體力、耐力和意志力的六天五夜「綜合考驗週」，也就是一般俗稱的「克難週」。尤其在最後一關「天堂路」，過程更是萬分艱辛，學員幾乎是靠意志力才能撐過「天堂路」。最後成為真正合格的偵搜隊員時，有人不禁流下英雄淚[9]。

- 海軍陸戰隊兩棲偵搜營專長班—「天堂路」是「克難週」的最後鑑測關卡，學員必須絕對服從教官的命令指示，逐一以所學的滾、爬、翻、匍匐前進等技巧及蛙操動作，甚至是以背部像蛇一樣蠕動前進，通過由珊瑚石塊（咾咕石）舖成的道路，才能領到偵搜隊員的臂章；過程中，學員們以無比的毅力，一一通過教官的考驗，並彼此大聲加油、鼓勵，展現濃郁的同袍之情和凝聚的團結向心[9]

原則上中華民國的海陸的訓練量比兩棲蛙人略少，但是這兩個單位在結訓時皆有「天堂路」

## 軍歌

### 海軍陸戰隊隊歌
詞：桂永清上將、曲：張錦鴻教授
為海軍收戰果，為陸軍作先鋒。

空中炸彈、艦上砲聲、轟隆隆隆隆。

水上策飛馬，灘頭建奇功，男兒壯志最豪雄。

高揚青天白日滿地紅，四海起雄風。

### 戰鬥的陸戰隊
看我們部隊多精壯
氣如山河聲勢雄

聽我們歌聲多嘹亮
震撼山岳破長空

訓練嚴格 裝備精良
軍紀嚴明 士氣如虹

灘頭作戰勇無敵
反攻勝戰立首功

陸戰健兒永忠誠
保國衛民誓盡忠

為海軍收戰果 為陸軍作先鋒

戰鬥的陸戰隊
萬世雄風

## 歷任司令／指揮官
| 任次                    | 圖像                  | 姓名                  | 軍種軍階              | 任期                           | 備註 |
| 海軍陸戰隊司令部 司令   | 海軍陸戰隊司令部 司令 | 海軍陸戰隊司令部 司令 | 海軍陸戰隊司令部 司令 | 海軍陸戰隊司令部 司令          | 海軍陸戰隊司令部 司令 |
| ----------------------- | --------------------- | --------------------- | --------------------- | ------------------------------ | --- |
| 第1任                   |                       | 楊厚綵                | 陸軍少將              | 1947年9月16日－1950年7月31日   | |
| 第2任                   |                       | 周雨寰                | 陸軍少將              | 1950年8月1日－1955年3月1日     | 期間因受訓、生病至病逝，副司令謝遠灝將軍不久亦病逝，實質由豪章代理                                                                                  |
| 第3任                   |                       | 唐守治                | 陸軍中將              | 1955年3月16日－1957年3月31日   | 後任副參謀總長，陸軍二級上將 |
| 第4任                   |                       | 羅友倫                | 陸軍中將              | 1957年4月1日－1960年12月31日   | 唯一擔任憲兵司令與海軍陸戰隊司令的將軍 |
| 第5任                   |                       | 鄭為元                | 陸軍中將              | 1961年1月1日－1964年8月31日    | 後任聯勤總司令、國防部長 |
| 第6任                   |                       | 豪章                  | 陸軍中將              | 1964年9月1日－1968年1月10日    | 後任陸軍總司令，陸軍二級上將 |
| 第7任                   |                       | 袁國徵                | 陸軍中將              | 1968年1月11日－1971年3月15日   | 官至國防部聯勤總部中將副總司令。 |
| 第8任                   |                       | 何恩廷                | 海軍中將              | 1971年3月16日－1975年6月15日   | 陸戰隊司令中少數轉任警職擔任警政署署長者 |
| 第9任                   |                       | 孔令晟                | 海軍中將              | 1975年6月16日－1976年12月10日  | 陸戰隊司令中少數轉任警職擔任警政署署長者 |
| 第10任                  |                       | 黃光洛                | 海軍中將              | 1976年12月11日－1977年11月18日 | 任內未滿一年，即因血癌病逝，由羅張接任 |
| 第11任                  |                       | 羅張                  | 海軍中將              | 1977年11月18日－1982年8月31日  | 1977年11月18日-12月1日為海軍陸戰隊代司令。 陸戰隊司令中少數轉任警職擔任警政署署長者                                                                 |
| 第12任                  |                       | 屠由信                | 海軍中將              | 1982年9月1日－1985年3月1日     | 卸任後轉任臺灣警備總司令部中將副總司令 |
| 第13任                  |                       | 黃端先                | 海軍中將              | 1985年3月2日－1988年5月1日     | 因貪污案，於1988年被移送軍法審判 |
| 第14任                  |                       | 馬履綏                | 海軍中將              | 1988年5月2日－1992年7月1日     | 卸任後轉任臺灣警備總司令部中將副總司令（已歿） |
| 第15任                  |                       | 鄭國南                | 海軍中將              | 1992年7月2日－1995年12月29日   | 卸任後轉任軍管部暨海岸巡防司令部中將副司令 |
| 第16任                  |                       | 高王珏                | 海軍中將              | 1995年12月30日－1998年5月31日  | 首位兩棲偵搜部隊出身的陸戰隊司令，卸任後轉任軍管部暨海岸巡防司令部中將副司令（已歿）                                                                |
| 第17任                  |                       | 陳邦治                | 海軍（陸戰隊）中將    | 1998年6月1日－2000年8月31日    | 卸任後轉任軍管區司令部中將副司令，之後任後備司令、政戰局長、海軍總司令，是海軍陸戰隊官科當中，三位升至二級上將階者之一                              |
| 第18任                  |                       | 季麟連                | 海軍（陸戰隊）中將    | 2000年9月1日－2004年5月31日    | 後來擔任過聯勤總司令，是海軍陸戰隊官科當中，三位升至二級上將階者之一                                                                                |
| 第19任                  |                       | 徐台生                | 海軍（陸戰隊）中將    | 2004年6月1日－2006年2月28日    | 2006年3月1日陸戰隊主官銜稱由「司令」改稱「指揮官」                                                                                                  |
| 海軍陸戰隊指揮部 指揮官 |                       |                       |                       |                                | |
| 第1任                   |                       | 徐台生                | 海軍（陸戰隊）中將    | 2006年3月1日－2006年4月15日    | 2006年3月1日海軍陸戰隊主官銜稱由「司令」改稱「指揮官」                                                                                              |
| 第2任                   |                       | 徐尚文                | 海軍（陸戰隊）中將    | 2006年4月16日－2009年4月27日   | |
| 第3任                   |                       | 夏復華                | 海軍（陸戰隊）中將    | 2009年4月28日－2011年10月30日  | 後來接任國防部聯合作戰訓練及準則發展室主任，國防部總督察長，2014年7月10日屆齡退伍 ，2017年10月23日因摔倒意外傷及腦部，於台中市太平區國軍803醫院逝世 |
| 第4任                   |                       | 潘進隆                | 海軍（陸戰隊）中將    | 2011年10月1日－2014年10月19日  | 2011年12月27日代理，晉升中將，指揮官卸任後調國防部參事，2014年12月任總統府侍衛長，2016年出任海軍副司令，後任國防部副參謀總長，已屆齡退伍            |
| 第5任                   |                       | 陳子鳳                | 海軍（陸戰隊）中將    | 2014年10月20日－2017年7月31日  | 2017年8月出任海軍副司令，2019年4月16日屆齡退伍 |
| 第6任                   |                       | 王瑞麟                | 海軍（陸戰隊）中將    | 2017年8月1日－2022年7月31日    | 首次改由非海軍司令部副參謀長（海軍陸戰隊少將）出身或海軍陸戰隊指揮部少將副指揮官出身出任的特例                                                      |
| 第7任                   |                       | 馬群超                | 海軍（陸戰隊）中將    | 2022年8月1日－2024年6月30日    | |
| 第8任                   |                       | 樊傳聲                | 海軍（陸戰隊）中將    | 2024年7月1日－現任             | |

### 引用
1. ↑  .   [2017-04-23]. （原始内容存档于2018-03-03）.
2. ↑  .   [2017年4月23日]. （原始内容存档于2017年4月24日）.
3. ↑  .   [2007-08-19]. （原始内容存档于2011-12-09）.
4. ↑  呂世民. . 軍事新聞通訊社 (高雄左營: 青年日報社). 2010年12月31日  [2013年10月9日]. （原始内容存档于2013年10月15日）.存檔 （页面存档备份，存于）
5. ↑  黃一翔. . 軍事新聞通訊社 (臺北: 青年日報社). 2011-01-01.[永久]
6. ↑  海軍陸戰隊防空警衛群成軍[永久]，青年日報，2013-11-02
7. ↑  . 自由時報. 2014-06-03  [2014-07-26]. （原始内容存档于2014-06-07） （中文（繁體））.
8. ↑  1986年《陸海空軍軍旗條例》附圖二之九説明：“海軍陸戰隊旗，用深紅色為底，横直按三與二之比，中置按旗幅五分之二陸戰隊隊徽：內為藍色地球，白色經緯線及黃色中華民國版圖，右上左下斜置黃色鐵錨，上綴國徽。”2002年《陸海空軍軍旗條例》附圖二之八說明同前，但用“橫”。2022年《陸海空軍軍旗條例》附圖二之七說明同前，但用“爲”。
9. 1 2  .   [2012-05-06]. （原始内容存档于2020-04-12）.